# Formation de Barun Goyot
La formation de Barun Goyot (= formation Goyot de l'ouest) est une formation géologique du bassin de Nemegt. Ce bassin est situé dans la partie nord-ouest du désert de Gobi, dans le sud de la Mongolie (province d'Ömnögovi).
Elle date du Crétacé supérieur.
Elle se place entre la formation de Nemegt qui la recouvre et la formation de Djadokhta. La formation de Barun Goyot correspond à l'ancienne partie inférieure de la formation de Nemegt qui s'appelait alors « bancs inférieurs du Nemegt » (« Lower Nemegt Beds »).
Les « bancs rouges de Khermeen Tsav » (« Red Beds of Khermeen Tsav ») font aussi partie de cette formation. La formation de Barun Goyot a une épaisseur d'environ 110 mètres. Ces sédiments d’environnement continental sont célèbres pour les nombreux fossiles qu'ils renferment, en particulier de dinosaures et de mammifères.

## Datation
Elle est datée de la fin du Crétacé supérieur, du Maastrichtien basal, soit il y a environ entre 72 et 71 Ma (millions d'années).
|                  | Formations géologiques   | Étages                                     | Datations en Ma |
| ---------------- | ------------------------ | ------------------------------------------ | --------------- |
| Crétacé terminal | Formation de Nemegt      | Maastrichtien inférieur                    | 69 à 71 Ma      |
| Crétacé terminal | Formation de Barun Goyot | Maastrichtien basal                        | 71 à 72 Ma      |
| Crétacé terminal | Formation de Djadokhta   | ? Santonien terminal à Campanien supérieur | ? 72 à 84 Ma ,  |

## Faune fossile devertébrés

### Saurischiens
| Genre                   | Espèce      | Lieu                | Matériel                        | Notes                                                                          | Images |
| ----------------------- | ----------- | ------------------- | ------------------------------- | ------------------------------------------------------------------------------ | ------ |
| Ajancingenia            | A. yanshini | Hermin Tsav         |                                 | Un oviraptoridé.                                                               |        |
| Avimimus                | Indéterminé | Khulsan             |                                 | Un avimimidé semblable à Avimimus portentosus de la formation de Nemegt.       |        |
| Ceratonykus             | C. oculatus | Hermin Tsav         |                                 | Un alvarezsauridé.                                                             |        |
| Conchoraptor            | C. gracilis | Hermin Tsav         |                                 | Un oviraptoridé.                                                               |        |
| Gobipteryx              | G. minuta   |                     | Crânes et squelettes d'embryons | Un Enantiornithes.                                                             |        |
| Hollanda                | H. luceria  |                     |                                 | Un ornithuromorphe.                                                            |        |
| Hulsanpes               | H. perlei   |                     | Pied partiel                    | Un dromaeosauridé (halszkaraptoriné)                                           |        |
| ?Mononykus              | Indéterminé | Khulsan             |                                 | Un alvarezsauridé.                                                             |        |
| oviraptoriné indét.     | Indéterminé | Khulsan             |                                 | Un oviraptoridé.                                                               |        |
| Parvicursor             | P. remotus  | Khulsan             | Squelette post-crânien partiel  | Un alvarezsauridé.                                                             |        |
| sauropode indét.        | Indéterminé | Khulsan             |                                 |                                                                                |        |
| Tarbosaurus?            | T. bataar?  |                     |                                 | Un tyrannosauridé ; qui, en fait, pourrait provenir de la formation de Nemegt. |        |
| Velociraptorinae indét. | Indéterminé | Hermin Tsav Khulsan |                                 | Un dromaeosauridé.                                                             |        |

### Lézards
| Genre         | Espèce                      | Lieu | Position stratigraphique | Fréquence | Notes                         | Images |
| ------------- | --------------------------- | ---- | ------------------------ | --------- | ----------------------------- | ------ |
| Estesia       | Estesia mongoliensis        |      |                          |           | Un anguimorphe.               |        |
| Ovoo          | Ovoo gurvel                 |      |                          |           | Un varan.                     |        |
| Proplatynotia | Proplatynotia longirostrata |      |                          |           |                               |        |
| Gobiderma     | Gobiderma pulchrum          |      |                          |           | Un Monstersauria (« varan »). |        |

### Mammalia|Mammifères
| Genre          | Espèce                           | Lieu | Position stratigraphique | Fréquence | Notes                                  | Images |
| -------------- | -------------------------------- | ---- | ------------------------ | --------- | -------------------------------------- | ------ |
| Asiatherium    | Asiatherium reshetovi            |      |                          |           | Un métatherien.                        |        |
| Asioryctes     | Asioryctes nemegetensis          |      |                          |           | Un euthérien.                          |        |
| Barunlestes    | Barunlestes butleri              |      |                          |           | Un euthérien.                          |        |
| Catopsbaatar   | Catopsbaatar catopsaloides       |      |                          |           | Un multituberculé.                     |        |
| Chulsanbaatar  | Chulsanbaatar vulgaris           |      |                          |           | Un multituberculé.                     |        |
| Deltatheridium | Deltatheridium pretrituberculare |      |                          |           | Un métatherien.                        |        |
| Nemegtbaatar   | Nemegtbaatar gobiensis           |      |                          |           | Un multituberculé.                     |        |
| Zofialestes    | Z. longidens                     |      |                          |           | Un euthérien proche de Zalambdalestes. |        |

### Ornithischia|Ornithischiens
| Genre         | Espèce                    | Lieu                | Matériel                                                                                              | Notes                 | Images |
| ------------- | ------------------------- | ------------------- | --- | --------------------- | ------ |
| Bagaceratops  | B. rozhdestvenskyi        | Hermin Tsav Khulsan | Cinq crânes complets, vingt crânes fragmentaires, squelettes post-crâniens, de juvéniles et d'adultes | Un cératopsien.       |        |
| Breviceratops | Breviceratops kozlowskii  |                     | | Un cératopsien.       |        |
| Lamaceratops  | Lamaceratops tereschenkoi |                     | | Un cératopsien.       |        |
| Platyceratops | Platyceratops tatarinovi  |                     | | Un cératopsien.       |        |
| Saichania     | S. chulsanensis           | Hermin Tsav Khulsan | "."                                                                                                   | Un ankylosaure.       |        |
| Tarchia       | T. kielanae               | - Khulsan           | | Un ankylosaure.       |        |
| Tylocephale   | T. gilmorei               | Khulsan             | | Un pachycéphalosaure. |        |
| Zaraapelta    | Z. nomadis                | Hermiin Tsav        | | Un ankylosaure.       |        |

### Œufs
| Oo-genre       | Oo-espèce           | Lieu        | Matériel                        | Notes                                                  |
| -------------- | ------------------- | ----------- | ------------------------------- | ------------------------------------------------------ |
| Styloolithus   | S. sabathi          | Khulsan     |                                 | Probablement un oiseau                                 |
| Faveoloolithus | F. ningxiaensis     | Ikh-Shunkht |                                 | Peut-être des œufs de sauropodes.                      |
| Gobioolithus   | Gobipipus reshetovi |             | Deux embryons et œufs associés. | Deux embryons et œufs d'oiseaux Enantiornithes basaux. |